# Mop

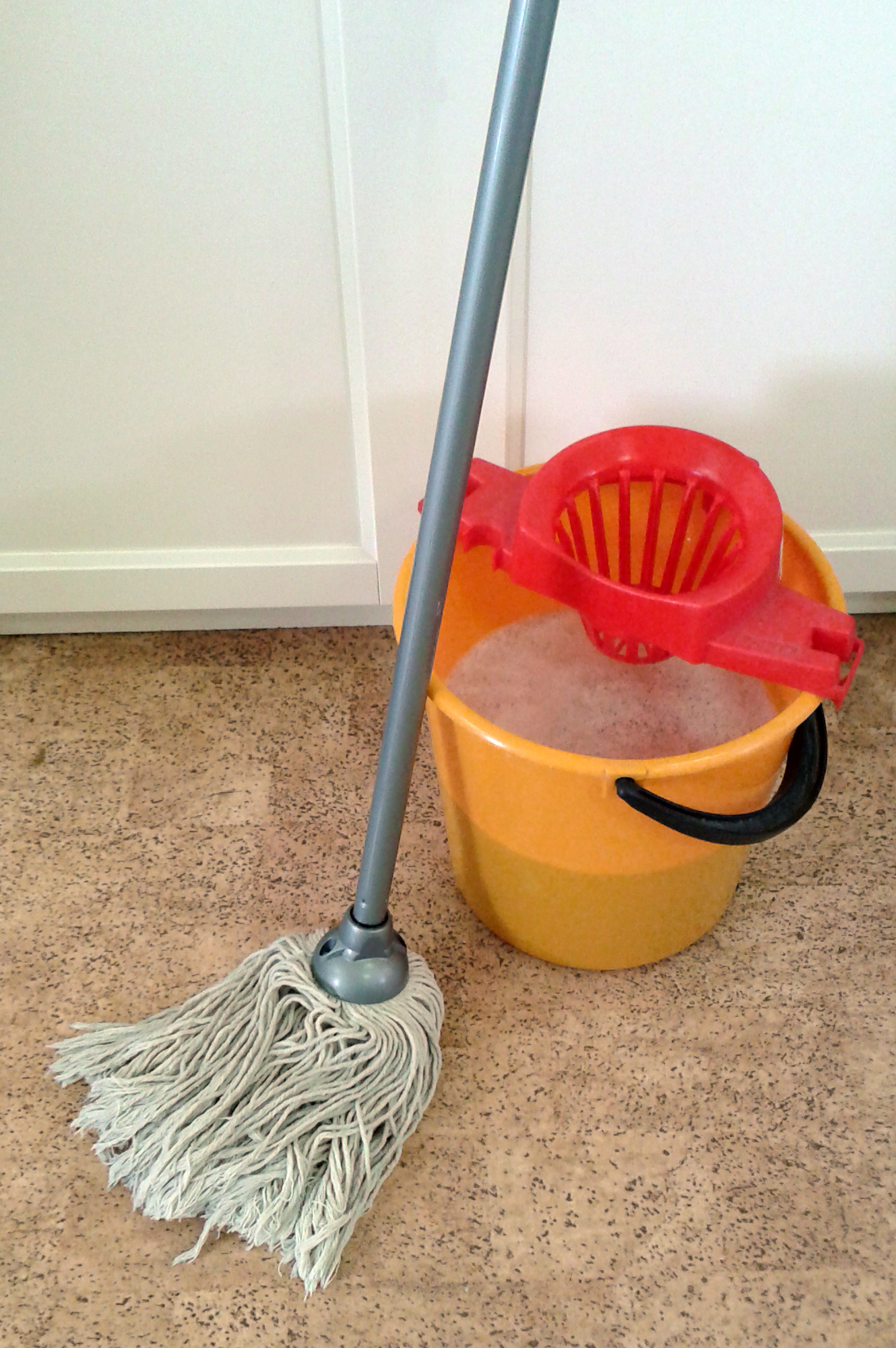
Mop z wiadrem

Mop – ręczny przyrząd do sprzątania na mokro lub sucho. Składa się ze styliska oraz końcówki czyszczącej w postaci pasków materiału lub sznurków.
Mop jest popularnym przyrządem do sprzątania, prosty w użyciu i nie wymaga specjalnych umiejętności. Pierwotnie mopy były przeznaczone do sprzątania na mokro, a do ich produkcji stosowano długie splecione bawełniane sznurki, które myły i wchłaniały wilgoć. Gdy w wielu krajach w sferze sprzątania położono nacisk na higienę, ekologię i ergonomię, bawełnę zastąpiono mikrofibrą i zaczęto wdrażać metodę suchego sprzątania jako najbardziej wydajną, oszczędną (do 90% oszczędności na środkach czystości) i przyjazną dla środowiska.